# Keiichi Ishizaka
Keiichi Ishizaka (石坂 敬一 Ishizaka Keiichi?, 25 de agosto de 1945-31 de diciembre de 2016) fue un ejecutivo de la industria de la música japonesa que fue el presidente de Recording Industry Association of Japan.

## Vida personal
Nacido en la prefectura de Saitama, aprendió la música de Japón mientras estudiaba administración de empresas en la Universidad de Keio. Se graduó en 1968 en la misma escuela.

### EMI
Ishizaka se convirtió en un director interno en 1968 antes de ser promovido en Toshiba-EMI en 1991 y se quedó hasta 1993. Se llamó "Mr. Beatles" para los esfuerzos interminables de promover los álbumes de la banda británica en Japón.

### PolyGram/Universal
En 1998, Ishizaka se convirtió en el director ejecutivo de Universal Music Japan. Tres años más tarde, se convirtió en CEO de la compañía y en octubre de 2006 se convirtió en el presidente hasta noviembre de 2009, cuando se retiró. Fue reemplazado como CEO de UMG Japón el mismo mes por el exvicepresidente de A&R y gerente general de Def Jam Japón Koike Kazuhiko.

### Presidencia de RIAJ
Ishizaka fue presidente de la RIAJ desde julio de 2007, hasta que fue reemplazado por el CEO de Sony Music Japan, Naoki Kitagawa, en la presidencia de RIAJ en junio de 2011.

### Warner
En noviembre de 2011, Keiichi Ishizaka se convirtió en el CEO y presidente de Warner Music Japan, reemplazando a Hirokazu Tanaka, quien actuó como director interino de la compañía desde la muerte de Takashi Yoshida en octubre de 2010. Después de tres años, dimitió el 1 de abril de 2014.

## Premios
En noviembre de 2009, Ishizaka fue galardonado con una Medalla de Honor con cinta azul por el Gobierno de Japón. Posteriormente se le otorgó la Orden del Sol Naciente el 3 de noviembre de 2015.